# Rummana
Rummana (arab. رمانة; hebr. רומאנה) – wieś arabska położona w Samorządzie Regionu Al-Batuf, w Dystrykcie Północnym, w Izraelu.

## Położenie
Wieś jest położona na południowym skraju intensywnie użytkowanej rolniczo doliny Bet Netofa w Dolnej Galilei. Leży na wysokości 173 m n.p.m. na północno-zachodnim zboczu góry Har Turan (548 m n.p.m.). Na zachód i na południe od wsi przepływa strumień Jiftachel. W jej otoczeniu znajdują się miasteczka Kefar Maneda i Arraba, kibuc Bet Rimmon, moszaw Jodfat, oraze wsi Uzajr i Rummat al-Hajb.

## Demografia
Wieś Rummana jest zamieszkała przez Arabów:

## Historia
Historycy przypuszczają, że wieś znajduje się w lokalizacji biblijnego miasta o tej samej nazwie. W późniejszych czasach istniała tutaj niewielka osada, początkowo zamieszkała przez Żydów, a następnie Arabów. Pod koniec XIX wieku francuski podróżnik Victor Guérin opisał ją jako niewielką osadę.

## Edukacja
Dzieci dowożone są do szkoły podstawowej i średniej do sąsiedniej wioski Uzajr.

## Gospodarka
Gospodarka wsi opiera się na rolnictwie. Na północny zachód od wsi przebiega kanał wodociągowy Mekorot, który doprowadza wodę z jeziora Tyberiadzkiego do położonego 4 km na zachód zbiornika retencyjnego Eszkol.

## Infrastruktura
We wsi znajduje się przychodnia zdrowia i sklep wielobranżowy.

## Transport
Wzdłuż południowej granicy wioski przebiega lokalna droga, którą jadąc na wschód dojeżdża się do wsi Uzajr, a jadąc na zachód dojeżdża się do wsi Rummat al-Hajb. Mniejsza lokalna droga prowadzi na północny wschód do miasteczka Arraba.